# زنان در تانزانیا
زنان در تانزانیا از قرن بیستم تاکنون پیشرفت‌های قابل توجهی را تجربه کرده‌اند. این پیشرفت‌ها با ریاست سامیه سلوحو حسن – اولین رئیس‌جمهور زن این کشور – نمایان شده است. با این حال، بازمانده‌هایی از یک جامعه به شدت پدرسالار سابق همچنان باقی است (به ویژه در رابطه با برخی قوانین زناشویی که از سنت‌های اسلامی و مسیحی حمایت می‌کنند). اما مناطق مدرن‌تر مانند دارالسلام و آروشا داستان پیشرفت و حرکت رو به جلو را روایت می‌کنند. بازدیدکنندگان طولانی‌مدت از مناطق لیبرال‌تر، تعداد قابل توجهی از زنان کارآفرین، مدیران میان‌رده و حتی نگهبانان امنیتی را مشاهده می‌کنند. با این حال، نرخ نسبتاً بالای خشونت علیه زنان، و موانع موجود در مسیر تحقق حقوق کامل قانونی و آموزشی، هنوز فضای زیادی برای بهبود باقی گذاشته‌اند. اما نمی‌توان گفت که این مسائل دیگر مشخصه تجربه معمول زنان در تانزانیا هستند.

## نقش‌های جنسیتی
جایگاه در جامعه تانزانیا از بدو تولد و به شدت بر اساس جنسیت تعیین می‌شود. نوزادان دختر عنوانی دریافت می‌کنند که بر اساس جنسیتشان است و آن‌ها را فوراً مشمول هویت اجتماعی‌شان می‌کند. دخترها "hheekuuso'oo" یا "کودکی که آب می‌آورد" نامیده می‌شوند، در حالی که پسرها "hee sla/a" یا "muk sla/a" به معنی "کودک طبیعت" نام‌گذاری می‌شوند. منطق پشت این سنت این است که آئین گذر زنان مادر شدن است و بنابراین باید برای جلوگیری از آلودگی محیطی و حفظ باروری خود، نزدیک به خانه بمانند.
اما در دهه ۸۰، زنان شروع به ابراز نارضایتی از توزیع نامناسب وظایف در روستاهایشان کردند و دریافتند که آن‌ها نسبت به مردان روستا بیشتر کار می‌کنند. در سال ۲۰۰۶، یک سازمان محلی تانزانی با انجام یک نظرسنجی این باور را تأیید کرد. مشخص شد که گرچه پسران و دختران در کنار هم در مزارع کار می‌کنند، دخترها همچنین آشپزی، آوردن آب و انجام کارهای خانگی را ادامه می‌دهند در حالی که پسران برای روز استراحت می‌کنند و منتظر غذا می‌مانند.

## تفاوت‌های خانوادگی
به‌طور سنتی، وقتی دختران جوان به همسران تبدیل می‌شوند، بخشی از زمین از همسرشان برای تولید غذا به آن‌ها داده می‌شود. علاوه بر تمام وظایف خانه‌داری، مراقبت از کودکان و سالمندان، زنان تمام علف‌های هرز، کاشت و برداشت را انجام می‌دهند، در حالی که مردان تنها برای انجام کارهای سنگین نیاز بودند. هر زمان که شوهر برای مدت طولانی برای پیدا کردن کار خانه را ترک می‌کند، زن مسئولیت کامل نگهداری از محصولات زراعی را بر عهده داشت. با وجود این، زمین تقریباً به‌طور کامل توسط مردان کنترل می‌شد و استقلال اقتصادی زنان به فروش محصولات اضافی محدود می‌شد.
خشونت جنسیتی که زنان تجربه می‌کنند از پویایی در ازدواج ناشی می‌شود. با محبوبیت چندهمسری و مبادله زنان برای کالاها و پول (در روستایی‌ترین بخش‌های کشور)، آن‌ها به عنوان اشیاء تلقی می‌شدند. این فرهنگ باعث شد ۲۱٪ از زنان ادعا کنند که یا خشونت فیزیکی یا تهدید به چنین اعمالی را تجربه کرده‌اند – از جمله تجاوز جنسی (که معمولاً توسط همسرشان انجام می‌شود). متأسفانه، برخی از قوانین موجود در تانزانیا توانایی زنان را برای خروج از این ازدواج‌های خشونت‌آمیز محدود می‌کنند.

## حقوق قانونی و نمایندگی در پارلمان
قانون اساسی ۱۹۷۷ تانزانیا تضمین می‌کند که زنان از حمایت برابر تحت قانون برخوردار باشند و تبعیض بر اساس جنسیت را ممنوع می‌کند.
قانون ازدواج ۱۹۷۱، سن قانونی ازدواج را برای دختران ۱۵ سال و برای پسران ۱۸ سال تعیین کرد. اگرچه هدف از این تفاوت، در نظر گرفتن تفاوت در مسئولیت‌های زناشویی بین مردان و زنان بود، در سال ۲۰۱۶، پرونده‌ای برای افزایش سن قانونی ازدواج دختران به ۱۸ سال توسط ربکا گیومی، بنیان‌گذار و مدیر اجرایی ابتکار مسیچانا – یک سازمان غیردولتی که از حقوق زنان حمایت می‌کند – مطرح شد. دادگاه عالی بدون هیچ راه‌حل قانونی برای مخالفان، دولت را موظف کرد که سن قانونی ازدواج دختران را به ۱۸ سال افزایش دهد تا با سن قانونی پسران برابر شود. دولت در سال ۲۰۱۹ درخواست تجدیدنظر داد، اما دادگاه عالی حکم خود را تأیید کرد. تانزانیا آمار رسمی در مورد ازدواج کودکان ندارد، اما سازمان‌های حقوق بشری تخمین می‌زنند که این کشور همچنان یکی از بالاترین نرخ‌های ازدواج کودکان در جهان را دارد.
قانون مقررات ویژه جرایم جنسی تانزانیا به طور صریح تجاوز زناشویی را به عنوان یک جرم کیفری مستثنی می‌کند.
از سوی دیگر، در سال ۱۹۸۵، تانزانیا یکی از اولین کشورهایی بود که سهمیه‌ای برای زنان در پارلمان تعیین کرد و تعداد کرسی‌های رزرو شده و نمایندگان زن پارلمان از آن زمان به طور پیوسته افزایش یافته است. نمایندگان زن پارلمان به طور غیرمستقیم انتخاب می‌شوند: احزاب سیاسی فهرستی از نامزدهای زن خود را قبل از انتخابات به کمیسیون انتخابات ارائه می‌دهند و توزیع کرسی‌های رزرو شده به طور نسبی بین تمام احزابی که بیش از ۵٪ از آراء عمومی را کسب می‌کنند، انجام می‌شود. این سیستم سهمیه‌بندی قرار نبود به طور دائمی برقرار باشد و سیاستمداران زن می‌توانند در انتخابات بعدی از کرسی رزرو شده به کرسی حوزه انتخابیه تغییر کنند. با این حال، در تمام انتخابات گذشته، تعداد زنانی که کرسی حوزه انتخابیه به دست آورده‌اند، به طور قابل توجهی کمتر از تعداد زنانی بوده است که کرسی رزرو شده کسب کرده‌اند.
با این وجود، در ۱۹ مارس ۲۰۲۱، سامیه سلوحو حسن اولین رئیس‌جمهور تانزانیا شد – که بار دیگر این کشور را حداقل در نمایش تلاش برای توانمندسازی زنان، جلوتر از بسیاری از کشورهای دیگر قرار داد.